# Jean-Baptiste François Alais de Beaulieu
Pour les articles homonymes, voir Alais et Beaulieu.
Jean-Baptiste François Alais [Allais], sieur de Beaulieu, est un maître écrivain français, probablement le fils ou le neveu de Jean-Baptiste Alais de Beaulieu, également maître écrivain.

## Biographie
Il est reçu maître dans la corporation des maîtres écrivains le 29 juillet 1692 puis dans celle des arithméticiens teneurs de livres le 24 juillet 1694. Il est cité comme maître écrivain demeurant quai Pelletier à Paris, dans l'Almanach royal de 1710 (p. 291).
Il fut élu syndic de sa corporation en 1717, comme en témoigne une copie du milieu du XIXe siècle de sa lettre de syndicat (Paris BHVP : Ms. 27182).

## Œuvres gravées
Dans la mesure où sa carrière recouvre partiellement celle de Jean-Baptiste, il sera difficile de démêler ce qui revient à l'un et l'autre. Si Jean-Baptiste est bien l'auteur de L'Art d'écrire (1680), on peut supposer que c'est Jean-Baptiste François qui s'attacha à en faire des retirages jusque vers 1720 et au-delà.